# Pseudogobius avicennia
Pseudogobius avicennia es una especie de peces de la familia de los Gobiidae en el orden de los Perciformes.

## Morfología
Los machos pueden llegar a alcanzar los 3,2 cm de longitud total.

## Hábitat
Es un pez de clima tropical.

## Distribución geográfica
Se encuentran en Asia: Indonesia y Singapur. 

## Observaciones
Es inofensivo para los humanos. 